# Oxytropis campestris
Oxytropis campestris — вид квіткових рослин з родини бобових (Fabaceae).

## Морфологічна характеристика

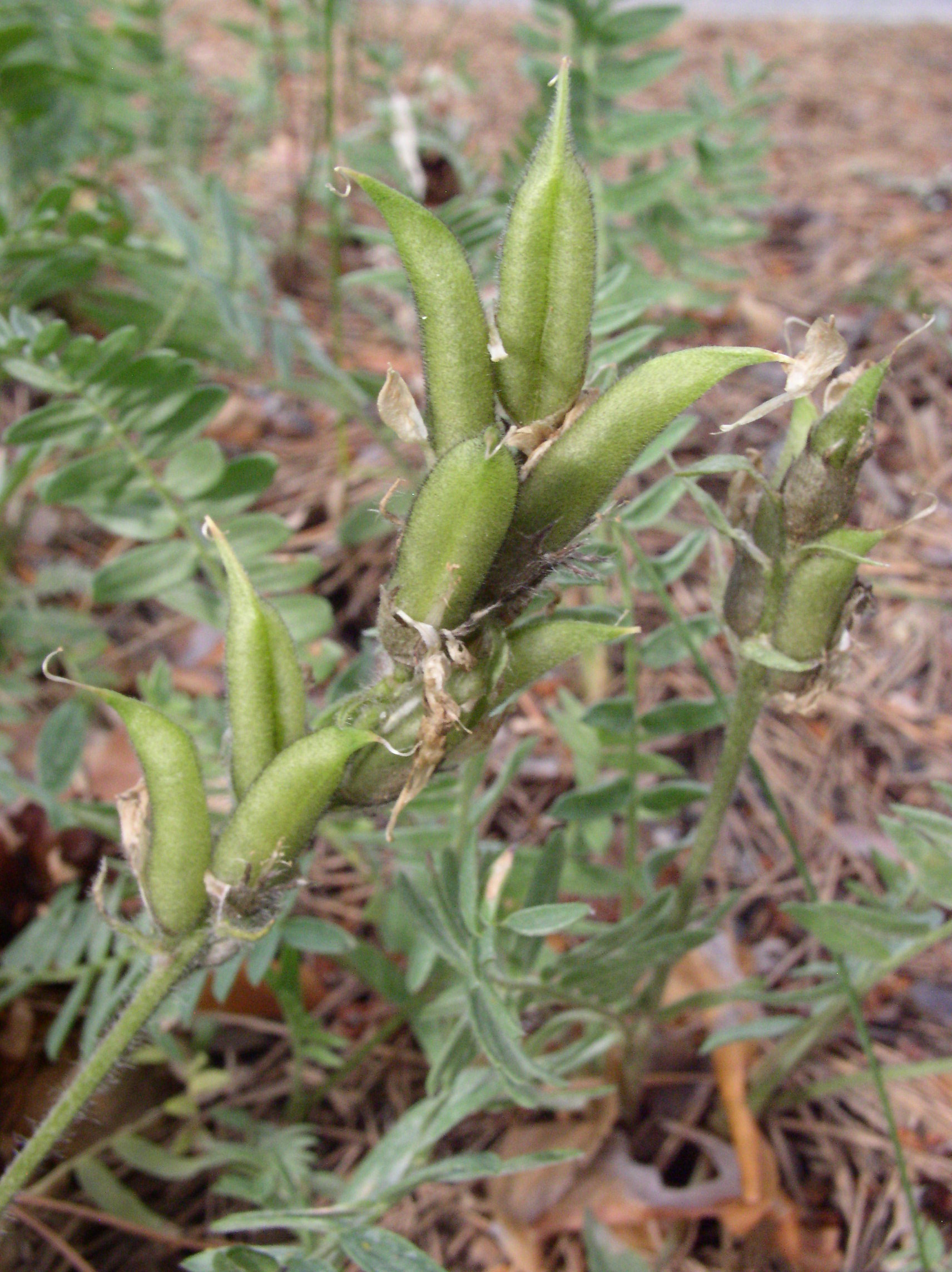

Це трав'яниста багаторічна рослина 5–30 см заввишки, загалом дещо рідкісно запушені, хоча є густо запушені форми, не залозиста. Стебла дуже короткі, всі листки в +/- прикореневій розетці. Листки у довжину 4–16 см, непарноперисті, з 8–15 парами листочків, від запушених до майже голих, листочки еліптичні чи ланцетні, гострі чи тупі. Квітки зібрані в китиці на кінці до 20 см безлистих квітконосів, суцвіття з 8–18 квітками, прямовисні. Квітки завдовжки 15–20 мм. Чашечка дзвоникоподібна, волосиста, з трубкою, із зубцями в 3 рази коротшими за трубку. Віночок зазвичай блідо-жовтий, але може мати ± синюваті або пурпурові відтінки і навіть бути інтенсивно пурпурно-блакитним, порівняно великим (стандарт 15–20 мм). Човники з фіолетовою плямою чи без. Довгастий стандарт надовго перевищує крила. Плід розширений з пухирцями, прямовисний, 1.5–2 см завдовжки, притиснуто запушений. Насіння округле, злегка еліптичне чи ниркоподібне, приплюснуте, 2–2.5 × 1.8–2.2 мм, поверхня від тьмяної до блискучої, оливкового, коричневого, старе насіння від червоно- до темно-коричневого зображення. 2n=32, 36, 48.

## Поширення
Росте у Північній Америці (Канада, США) та Європі (Австрія, країни Балтії, Болгарія, Чехія, Словаччина, Франція, Велика Британія, Італія, Польща, Румунія, Іспанія, Швеція, Швейцарія, Україна, колишня Югославія), Японії. Це арктично-альпійський вид, що росте на вапняних луках, на кам'янистих схилах.

## Використання
Немає інформації про цей вид, але відомо, що кілька представників цього роду є потенційно токсичними, особливо для тварин, які пасуться. Відомо, що деякі представники роду містять алкалоїд індолізидин «свенсонін». Хронічна інтоксикація цим алкалоїдом викликає різноманітні неврологічні розлади у тварин, що пасуться, а також зниження апетиту, що може призвести до втрати ваги та припинення репродуктивної здатності. Крім того, повідомлялося, що деякі представники роду накопичують селен - хоча це важливий мікроелемент, він може бути токсичним у високих дозах.